# Ormesson-sur-Marne
Ormesson-sur-Marne är en kommun i departementet Val-de-Marne i regionen Île-de-France i norra Frankrike. Kommunen ligger i kantonen Ormesson-sur-Marne som tillhör arrondissementet Nogent-sur-Marne. År 2022 hade Ormesson-sur-Marne 10 589 invånare.

## Befolkningsutveckling
Antalet invånare i kommunen Ormesson-sur-Marne
| Referens: INSEE |